# Jim Horn
Jim Horn (James Ronald Horn; * 20. November 1940 in Los Angeles, Kalifornien) ist ein US-amerikanischer Saxophonist und Flötist. Seit Anfang der 1960er Jahre ist er einer der meistbeschäftigten Sessionmusiker unter den Bläsern im Bereich Rock- und Popmusik.

## Karriere
Horn begann seine Karriere 1958 bei Kip Tyler and the Flips, zu hören auf der im November 1958 erschienenen Single Rumble Rock. Ab März 1959 war er Mitglied der Begleitband von Duane Eddy, den Rebels. Er spielte mit King Curtis, in der Band der US-Fernsehshow Shindig und im Studio von Phil Spector. Spectors Wall of Sound-Produktionen „You’ve Lost That Lovin’ Feelin’“ von den Righteous Brothers und „River Deep – Mountain High“ von Ike & Tina Turner waren unter den ersten großen Hits, auf denen Horn zu hören war. Es folgte in den 1960ern Studioarbeit mit den Beach Boys (auf „Pet Sounds“), Van Dyke Parks, den Carpenters und den Mamas and Papas. Anfang der 1970er spielte er auf Alben von Leon Russell, George Harrison und Joe Cocker. Harrison lud ihn ein, beim Concert for Bangladesh mitzuspielen und nahm ihn 1974 mit auf die Dark Horse-Tournee. Nach Sessions mit den Rolling Stones („Goats Head Soup“), Elton John, Warren Zevon und Steely Dan spielte er ab 1979 auch für John Denver. In den 1980er Jahren kamen Aufnahmen mit so unterschiedlichen Interpreten wie Ronnie Milsap und U2 dazu. Vince Gill, Garth Brooks, Wynonna, die Traveling Wilburys, Toto und Billy Joel gehörten später ebenfalls zu den Künstlern, auf deren Songs Horn zu hören ist. Er spielte auf den Soloalben aller vier ehemaligen Beatles.

## Hits
Auswahl von Hitsongs, auf denen Jim Horn als Saxophonist, Flötist oder Oboist zu hören ist:
- You've Lost That Lovin' Feelin’ (The Righteous Brothers)
- River Deep, Mountain High (Ike & Tina Turner)
- Ride Like the Wind (Christopher Cross)
- Little Jeannie (Elton John)
- Angel of Harlem (U2)
- Good Vibrations (The Beach Boys)
- Got My Mind Set On You (George Harrison)
- Strangers in the Night (Frank Sinatra)
- Goin' Up the Country (Canned Heat)
- Up, Up and Away und „The Age of Aquarius“ (The Fifth Dimension)
- For All We Know (Carpenters)
- Rosanna (Toto)
- Tears of a Clown (Smokey Robinson & the Miracles)
- Laughter in the Rain (Neil Sedaka)

## Diskografie (Auswahl)
- 1972: Through the Eyes of a Horn
- 1973: Jim’s Horn
- 1976: Songs in the Key of Life (Stevie Wonder)
- 1988: Neon Nights
- 1990: Work It Out
- 1998: The Hit List
- 2000: A Beatles Tribute
- 2001: Christmas with Jim Horn